# SBB-CFF-FFS

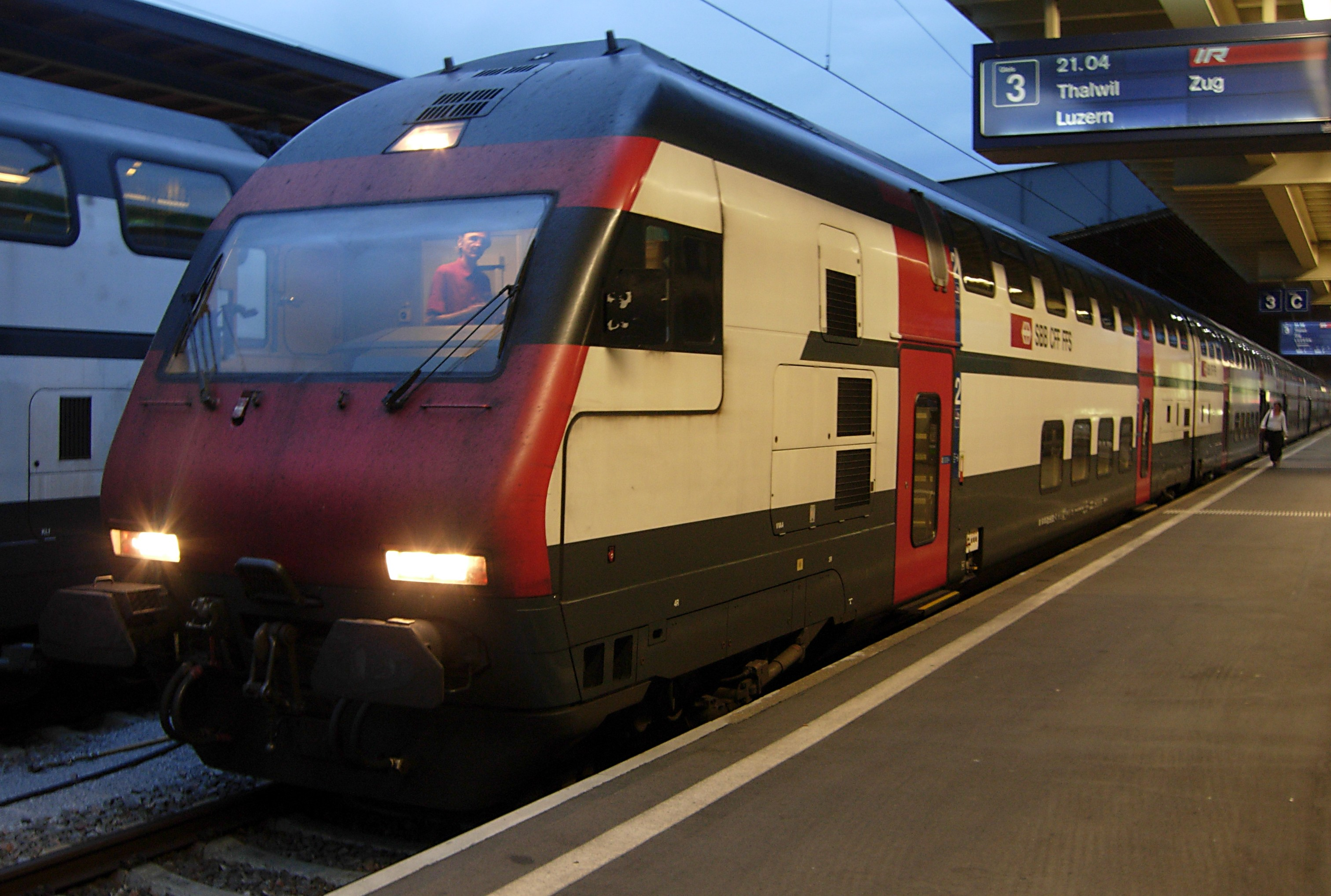
IC2000-manövervagn på centralstationen i Zürich.

SBB-CFF-FFS (tyska: Schweizerische Bundesbahnen (SBB), franska: Chemins de fer fédéraux suisses (CFF), italienska: Ferrovie federali svizzere (FFS), rätoromanska: Viafiers federalas svizras) den schweiziska statliga järnvägen. Schweiz federala järnvägsförvaltning med säte i Bern. Från att ha varit en statlig myndighet blev SBB 1999 ett aktiebolag, till 100% ägt av schweiziska staten.
SBB GmbH, som kör tåg i Tyskland, är ett dotterbolag till SBB.

## Fordon

### Linjelokomotiv

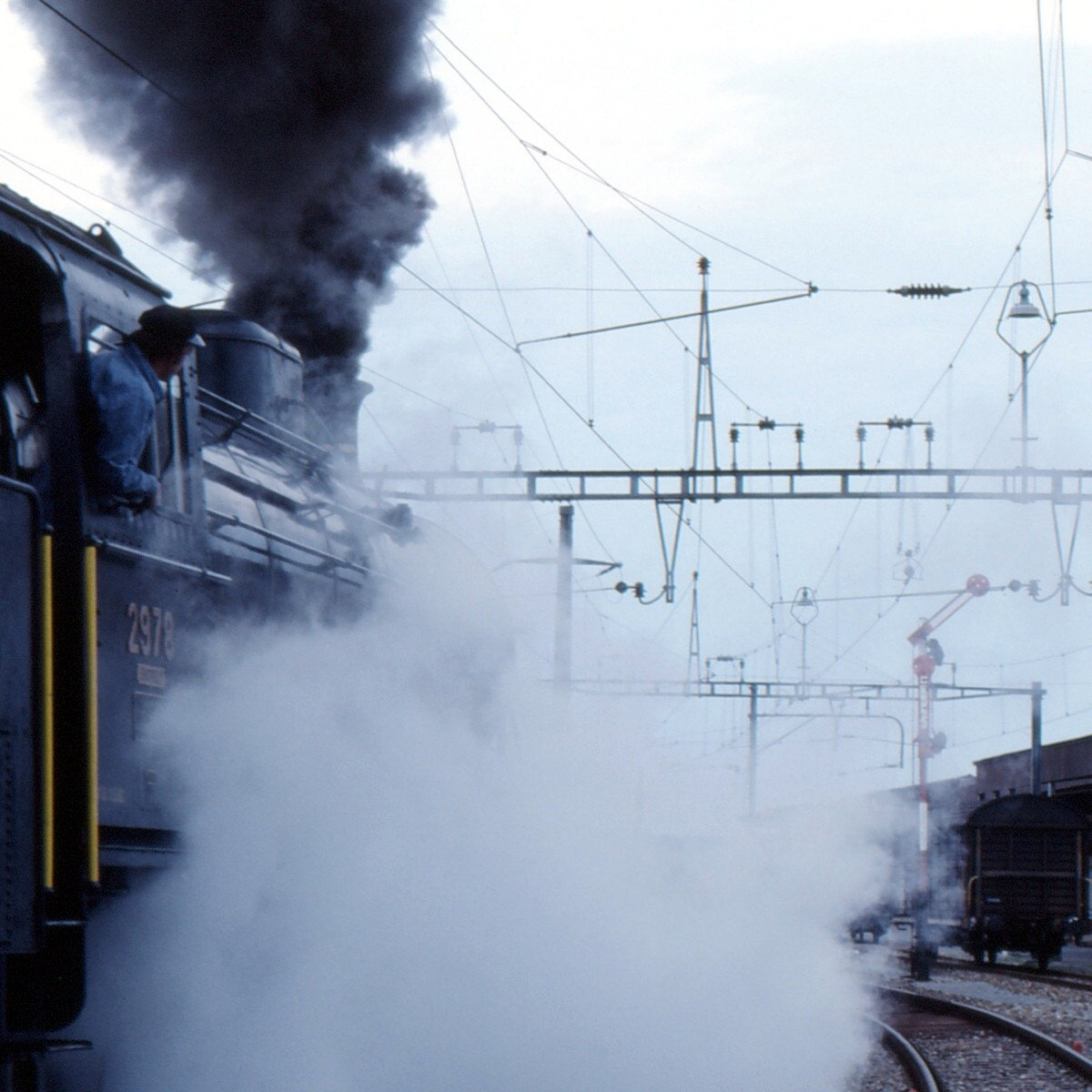
C 5/6 2978

Som alla järnvägsbolag var även SBB:s dragkraft bestående av ånglok i början. 1903 inleddes elektrifieringsförsök med enfas växelström. Bristen på kol under första världskriget gjorde att elektrifieringen tog fart och ett stort antal ellok köptes. En udda företeelse var de två elektriska ånglok som byggdes under andra världskriget. Kolbristen gjorde att ånglok försågs med strömavtagare och elektrisk uppvärmning av vattnet. Försöket blev inte särskilt lönsamt och upphördes efter kriget.
Sankt Gotthardsbanan är den tyngsta huvudlinjen, och "Krokodilen" med Litterat Ce 6/8" eller Be 6/8", det tunga elektriska godstågsloket som konstruerades för speciellt för denna bana, redan 1919, är vida känt hos alla järnvägsintresserade.
1946 togs ett stort steg och SBB började använda moderna boggieellok utan löpaxlar, bland andra Re 4/4I (1946), Ae 6/6 (1952), Re 4/4II/Re 4/4III (1964/1971), Re 6/6 (1972) och Re 450 (1989). Den Schweiziska loktillverkningen upphörde med Re 460/Re 465 «Lok 2000» (1992/1994) som tillverkades fram till in på 2000-talet.
Uppdelningen av SBB i en persontrafiksenhet och en godstrafiksenhet har gjort att även fordonen har delats upp. Då SBB har skaffat nya motorvagnar till persontågen har nyköpta lok främst hamnat hos SBB Cargo. De nya typer som skaffats för Cargo är Re 482 (2002) och Re 484  (2004) ur Traxxfamiljen samt Re 474 (2004).

### Motorvagnar

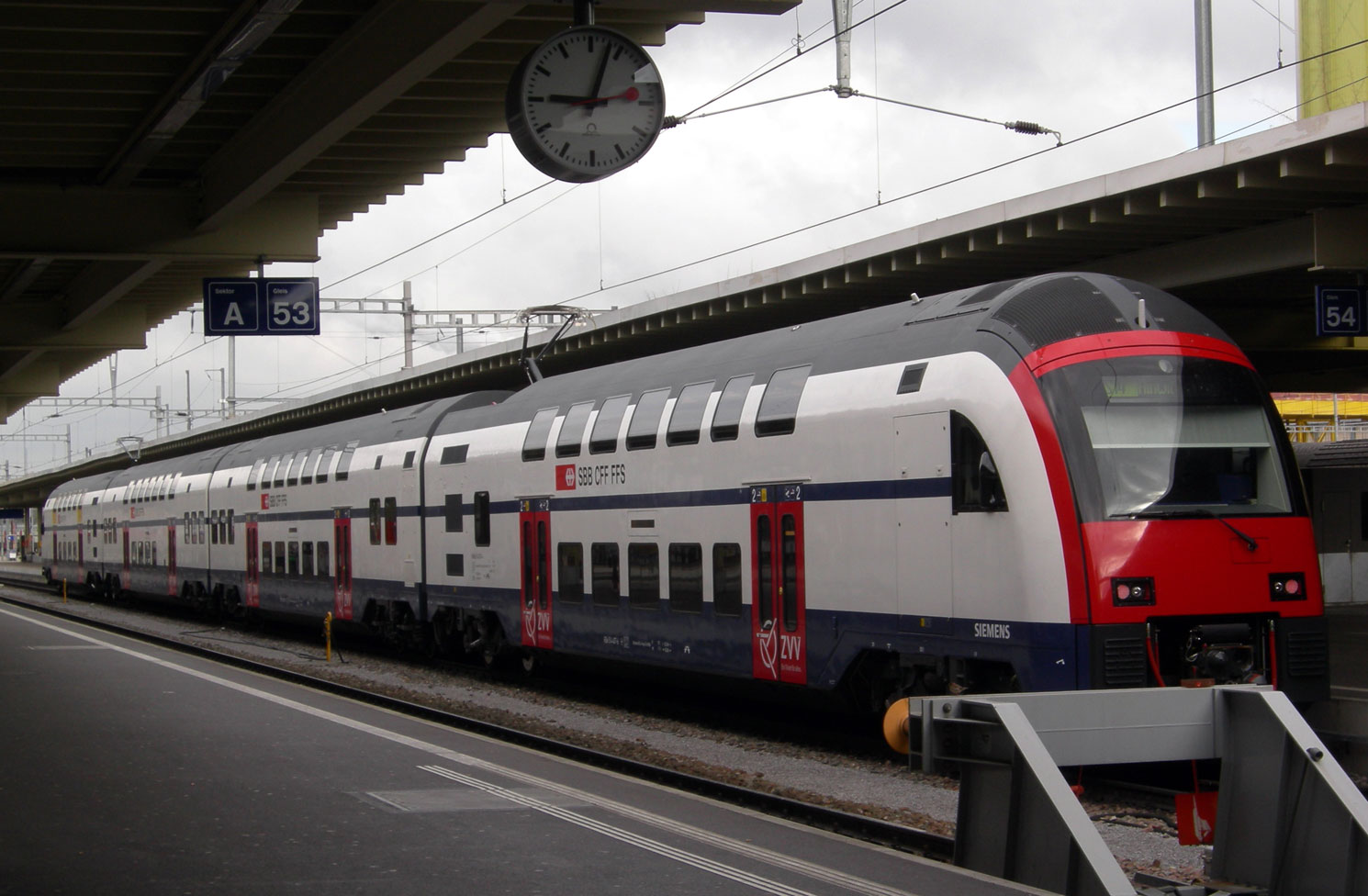
SBB:s andra serie dubbeldäckade S-Bahn tåg, RABe 514

Första elektriska motorvagnen byggdes 1909 och kom till SBB 1922 när bolaget tog över Seetalbahn. Sedan dess har SBB haft ett flertal motorvagnar, flest elektriska. Ett par undantag finns dock, 1957 skaffade man det dieseldrivna motorvagnståget RAm TEEI för trafik till grannländerna med andra strömsystem. Dessa ersattes dock efter några år av fyrströmsmotorvagnståget RAe TEEII.
SBB har till stor del satsat på lokdragna tåg, men även satsat på motorvagnar. För närvarande har man tre varianter av motorvagnståg i fordonsflottan. Det korglutande RABDe 500, även känt som ICN (InterCity-Neigezug), från 1999. Pendeltåget RABe 523 från 2004 och det dubbeldäckade pendeltåget RABe 514 från 2006. Det förstnämnda pendeltåget används kring Basel medan det dubbeldäckade används runt Zürich. FLIRT motorvagnarna kom att användas först i Zug, andra tåg av olika litra 52x tillkom med utrustning för Italien (3kV =) och Frankrike (25kV ~).

### Rangerlok
Då det schweiziska järnvägsnätet är elektrifierat i väldigt hög grad används främst eldrivna rangerlok och lokomotorer på de större stationerna. Dieseldrivna fordon förekommer men mest på rangerbangårdar och industrispår samt som dragkraft för olika arbetståg.

## Fakta i siffror
- Resenärer per år (2004): 253,4 miljoner.
- Gods per år: 60 miljoner ton
- Järnvägsnätets längd: cirka 3000 km normalspår (Dessutom ca 74 km meterspår fram till 2005)
- Stationer: 824
- Stationer med persontrafik: 760
- Stationer med godstrafik: 452
- Kunder med spåranslutning: ca. 2500
- Parkeringsplatser vid stationerna: 23.685
- Anställda: 28.351
- Punktlighet (April 2005): 96,99 % av tågen var högst fem minuter försenade.
- Subventioner (2007–2010): 5,88 miljarder franc

SBB:s järnvägsnät är nästan helt elektrifierat. Den meterspåriga Brünigbanan var till 2005 SBB:s enda icke normalspåriga linje. Brünigbanan bröts ut ur SBB och slogs ihop med Luzern-Stans-Engelberg-Bahn till Zentralbahn, ett företag delvis ägt av SBB.